# Campionato del mediterraneo di scherma 2013
Il Campionato del mediterraneo di scherma del 2013 ("2013 Mediterranean Fencing Championships") è stato organizzato dalla Confederazione europea di scherma e si è svolto a Algeri in Algeria dal 26 al 28 gennaio.
Nella categoria "juniores" del fioretto, si sono aggiudicati i titoli di campione e campionessa del mediterraneo l'italiano Alberto Dei Rossi, che ha battuto in finale il connazionale Sebastiano Bicego, e l'italiana Elisabetta Bianchin, che ha avuto la meglio sull'egiziana Zeinab Elfadly. Nella categoria "cadetti" del fioretto hanno trionfato l'italiano Andrea Enrico Sanfilippo, che ha sconfitto in finale il connazionale Sebastiano Bicego, e l'italiana Claudia Borella, che ha battuto all'ultimo incontro la connazionale Sofia Monaci.
Nella spada il neo-campione e la neo campionessa "juniores" sono stati l'italiano Gianluca Casaro, che ha battuto in finale l'iberico Marc Andreu Almansa, e l'italiana Eleonora De Marchi, che ha superato la connazionale Ginevra Roato. Nella categoria "cadetti" hanno vinto l'iberico Marc Andreu Almansa, che ha battuto in finale l'italiano Gianluca Casaro, e l'italiana Nicole Abate, che ha sconfitto la connazionale Eleonora De Marchi.
Infine, nella competizione di sciabola della categoria "juniores", hanno trionfato l'italiano Daniele Biaggi, superando l'iberico Andres Hernandez-Caballero, e l'italiana Maria Elena Aresu, che ha sconfitto l'iberica Maria Teresa Betegon. Nella sciabola "cadetti" hanno vinto il titolo mediterraneo, l'italiano Nicola Possenti, che ha sconfitto il connazionale Daniele Biaggi, e l'iberica Maria Teresa Betegon, che ha battuto l'algerina Sonia Abdiche.

## Podi

### Juniores

#### Uomini
| Specialità  | Oro               | Argento                    | Bronzo                                         |
| Individuali |                   |                            |                                                |
| Fioretto    | Alberto Dei Rossi | Sebastiano Bicego          | Musawi Habeeb Andrea Enrico Sanfilippo         |
| Spada       | Gianluca Casaro   | Marc Andreu Almansa        | Abdallah Dababneh Alessandro Gussoni           |
| Sciabola    | Daniele Biaggi    | Andres Hernandez-Caballero | Hamzah Habeed M. Al-Mohammedawi Ciro Tomaselli |

#### Donne
| Specialità  | Oro                 | Argento              | Bronzo                        |
| Individuali |                     |                      |                               |
| Fioretto    | Elisabetta Bianchin | Zeinab Elfadly       | Claudia Borella Sofia Monaci  |
| Spada       | Eleonora De Marchi  | Ginevra Roato        | Nicole Abate Yosra Hayouni    |
| Sciabola    | Maria Elena Aresu   | Maria Teresa Betegon | Sara Del Prete Bianca Pivanti |

### Cadetti

#### Uomini
| Specialità  | Oro                      | Argento           | Bronzo                             |
| Individuali |                          |                   |                                    |
| Fioretto    | Andrea Enrico Sanfilippo | Sebastiano Bicego | Alberto Dei Rossi Fares Zidi       |
| Spada       | Marc Andreu Almansa      | Gianluca Casaro   | Gabriele Bianco Alessandro Gussoni |
| Sciabola    | Nicola Possenti          | Daniele Biaggi    | Fares Ferjani Ciro Tomaselli       |

#### Donne
| Specialità  | Oro                  | Argento            | Bronzo                                     |
| Individuali |                      |                    |                                            |
| Fioretto    | Claudia Borella      | Sofia Monaci       | Elisabetta Bianchin Andrea Breteau         |
| Spada       | Nicole Abate         | Eleonora De Marchi | Julia Garcia Martin Ginevra Roato          |
| Sciabola    | Maria Teresa Betegon | Sonia Abdiche      | Amira Hayet Sarah El Hafaia Bianca Pivanti |

## Medagliere
| Pos.   | Nazione   | Oro | Argento | Bronzo | Totale |
| ------ | --------- | --- | ------- | ------ | ------ |
| 1      | Italia    | 10  | 7       | 15     | 32     |
| 2      | Spagna    | 2   | 3       | 2      | 7      |
| 3      | Algeria   | 0   | 1       | 1      | 2      |
| 4      | Egitto    | 0   | 1       | 0      | 1      |
| 5      | Tunisia   | 0   | 0       | 3      | 3      |
| 6      | Iraq      | 0   | 0       | 2      | 2      |
|        | Giordania | 0   | 0       | 1      | 1      |
| Totale | Totale    | 12  | 12      | 24     | 48     |